# David Soteno Jiménez
David Soteno Jiménez (24 de mayo de 1981, Metepec, Estado de México), es un organista y director de coros mexicano.

## Biografía
Realizó sus estudios de órgano en la Escuela Superior de Música Sacra de Toluca, bajo la guía del organista Víctor Urbán.
Posteriormente fue becado por el Gobierno del Estado de México y por Monseñor Francisco Javier Chavolla Ramos, IV obispo de Toluca, para continuar sus estudios en el Conservatorio de Música 'Erik Satie' en París bajo la guía del organista francés Christophe Simon.
También ha realizó estudios de perfeccionamiento con Stephan Kofler, Guy Bovet, Ulrik Spang-Hanssen, Cristina García Banegas, Josep María Mas Bonet y Alfonso Fedi.
Ha participado en distintos festivales, entre ellos se encuentran el Festival  Internacional de Órgano de Morelia ¨Alfonso Vega Nuñez¨, Festival de Órgano del Museo del Virreinato de Tepozotlán, el Festival Internacional de Órgano y Música Antigua de Oaxaca, en los Festivales Internacionales de Órgano  Querétaro y de Guadalajara, en el Festival Internacional de Órgano Antiguo ¨Guillermo Pinto Reyes, en Guanajuato, en el Festival Internacional de Órgano de la Ciudad de México, fundado y dirigido por Víctor Contreras, en el Festival de Órgano del Templo de Santa Prisca de Taxco, entre otros festivales de México, Italia, España y Francia.
Implementó y fundó los conciertos de órgano en el Templo del Calvario en Metepec al marco del Festival Internacional de Música ¨Quimera¨, promoviendo la difusión del órgano en el Estado de México con la participación de organistas de México y de diversas partes del mundo.
Fue acreedor de ¨Mención Honorífica¨ del Primer Concurso Internacional de Órgano ¨Víctor Urbán¨.
Desempeñó el cargo de organista titular de la iglesia de Saint Joseph, en París.
Fue miembro del jurado del Concurso Nacional de Música en la ciudad Montoro Superiore en Italia.
Actualmente es profesor de órgano en la Escuela Superior de Música Sacra de Toluca y director de la Schola Cantorum del Seminario Diocesano de Toluca.
También desempeña el cargo de director del Coro del Ayuntamiento de Toluca y del Coro de Niños Cantores ¨Tuju Enxe¨.